# Wapen van Balk

Wapen van Balk

Het wapen van Balk is het dorpswapen van het Nederlandse dorp Balk, in de Friese gemeente De Friese Meren. Het wapen werd in 1989 geregistreerd.

## Beschrijving
De blazoenering van het wapen luidt als volgt:
In goud een golvende paal van sinopel, gekruist door een verkorte dwarsbalk van keel, beladen met een zespuntige ster van goud, en vergezeld van vier lindebladen van sinopel. Het schild gedekt met een gouden kroon van drie bladeren en twee parels.
De heraldische kleuren zijn: goud (geel), sinopel (groen) en keel (rood). Het schild wordt gedekt door een zogenaamde "vleckekroon".

## Symboliek
- Groene paal: verwijst naar de rivier De Luts welke door Balk stroomt.[3]

Rode balk: sprekend deel van het wapen, symbool voor een balkbrug over De Luts waar Balk zijn naam aan ontleent.
- Ster: dit betreft een zogenaamde "leidster" welke in de Friese heraldiek verwijst naar bestuurlijk leiderschap.[4] Balk was de hoofdplaats van de grietenij en later gemeente Gaasterland en haar opvolger, de gemeente Gaasterland-Sloten.
- Lindebladen: linden komen voor langs De Luts. Tevens worden zij vermeld in het gedicht "Mei" van Herman Gorter. Dit gedicht zou hij geschreven hebben in Balk en het zou ook over dit dorp gaan.[3]
- Kroon: het wapen wordt gedekt door een zogenaamde "vleckekroon", voorbehouden aan dorpen met stadse kenmerken.[1] Zo had Balk een eigen rechthuis en waag.